# Henk Numan
Henk Numan (né le 13 juin 1955 à Amsterdam et mort le 26 avril 2018 à Landsmeer) est un judoka néerlandais. Il participe aux Jeux olympiques d'été de 1980 dans la catégorie des poids mi-lourds et remporte la médaille de bronze.

## Palmarès

### Jeux olympiques
- Jeux olympiques de 1980 à Moscou,  Union soviétique
  -  Médaille de bronze